# William Peel (3. hrabia Peel)
William James Robert Peel (ur. 3 października 1947) – brytyjski arystokrata i polityk, bezpartyjny członek Izby Lordów, Lord szambelan Dworu Królewskiego. Syn Arthura Peela, 2. hrabiego Peel i Kathleen McGrath, córki Michaela McGratha. Wykształcenie odebrał w Ampleforth College, później studiował na Uniwersytecie w Tours we Francji i na Royal Agricultural College w Cirencester.
28 marca 1973 r. poślubił Veronicę Naomi Timpson. Zanim małżeństwo zakończyło się rozwodem w 1987 r., William i Veronica doczekali się razem syna i córki:
- Ashton Robert Gerard Peel (ur. 16 września 1976), wicehrabia Clanfield, ożenił się z Matildą Aykroyd, ma córkę Islę Rose Huldine Peel (ur. 24 marca 2005)
- Iona Joy Julia Peel (ur. 18 września 1978), żona Roberta Bowena, nie ma dzieci

Swój drugi związek małżeński lord Peel zawarł 15 kwietnia 1989 r. z Charlotte Clementine Soames (ur. 17 lipca 1954), córką Christophera Soamesa i Mary Churchill, córki Winstona Churchilla, premiera Wielkiej Brytanii. William i Charlotte mają razem jedną córkę:
- Antonia Mary Catherine Peel (ur. 1991)

Lord Peel był członkiem Rady Księstwa Kornwalii w latach 1993–2006, Lord Warden od the Stannaries w latach 1994–2006, członkiem Nature Conservancy Council w latach 1991–1996, przewodniczącym Game Conservancy Trust i Yorkshire Wildlife Trust w latach 1989–1996 oraz członkiem Yorkshire Dales National Park Committee. Po reformie Izby Lordów 1999 r. został parem elekcyjnym (elective peer) i został wybrany do Izby Lordów.
W czerwcu 2006 r. ogłoszono, że lord Peel zastąpi lorda Luce’a na stanowisku Lorda Szambelana. Ceremonia odbyła się 11 października. Peel pocałował dłonie królowej Elżbiety i został odznaczony Krzyżem Wielkim Królewskiego Orderu Wiktoriańskiego, zostając jednocześnie jego Kanclerzem. Również w październiku został zaprzysiężony na członka Tajnej Rady.
W 2021 roku otrzymał Królewski Łańcuch Wiktoriański.